# Cartea lui Ptath
Cartea lui Ptath (în engleză The Book of Ptath) este un roman științifico-fantastic scris de A. E. van Vogt. A fost prima oară publicată sub formă de carte în 1947 de Fantasy Press într-o ediție de 3021 de exemplare. Romanul a fost serializat în revista Unknown din octombrie 1943. Cartea a mai apărut sub titlurile Two Hundred Million A.D. și Ptath.
Ptath, un zeu foarte puternic, este aruncat de rivala lui de moarte, zeița Ineznia, pe Pământ, în jurul anului 200.000.000 AD, sub formă de muritor, unde trebuie să facă față la numeroase primejdii pentru a supraviețui.

## Povestea
Ptath este un zeu din viitorul îndepărtat al Pământului, când toate continentele au format iarăși un singur supercontinent, acum numit Gonwonlane. Ptath a condus această națiune planetară împreună cu cele două soții ale sale zeițe; toate având puteri divine, el fiind alimentat de rugăciunile bărbaților, zeițele de rugăciunile femeilor.
Înainte de începerea romanului, Ptath a ales să călătorească în timp și să se întrupeze ca o serie de muritori din istoria Pământului. În timp ce el este absent, una dintre zeițele-soții sale încearcă să preia puterea prin aruncare în închisoare a celeilalte zeițe-soție și interzicând oamenilor să se roage zeului Ptath, tăindu-i astfel lui Ptath sursa sa de putere. Ea încearcă să-l readucă pe Ptath în Gonwonlane, în corpul său nemuritor, dar cu mintea celei mai recente întrupări ale sale - un comandant de tanc din secolul al XX-lea, decedat.
Din punctul de vedere al lui Ptath, el a fost ucis în tancul său și apoi s-a trezit imediat (gol, mergând pe un drum) în viitorul îndepărtat.
Narațiunea îl urmărește pe Ptath în timp ce își salvează cealaltă soție și află despre corpul său nemuritor, puterile mentale și războaiele împotriva soției sale rele.

## Critica
Lin Carter a catalogat romanul Cartea lui Ptath ca „cel mai bun roman de sine stătător” al lui van Vogt. și a încercat să-l convingă să scrie un sequel. R. D. Mullen, dimpotrivă, nu a apreciat romanul, spunând că nu există niciun motiv pentru a fi inclus în vreo bibliotecă SF.